# Psammastacus acuticaudatus
Psammastacus acuticaudatus är en kräftdjursart. Psammastacus acuticaudatus ingår i släktet Psammastacus och familjen Cylindropsyllidae. Inga underarter finns listade i Catalogue of Life.